# 劉潺
劉潺（1428年—1505年），字宗瀾，河南彰德府安陽縣（今安陽市）人，明朝政治人物。天順丁丑進士，累官遼東巡撫。

## 生平
景泰四年（1453年）癸酉科河南鄉試第九十五名。天順元年（1457年）丁丑科進士。授刑部主事，歷升員外郎、郎中，出爲浙江右參議，歷陝西右參政、四川左布政使，升順天府府尹。成化二十一年（1485年）以都察院右副都御史，巡撫遼東。弘治元年（1488年）致仕。弘治十八年（1505年）八月卒。賜祭葬如例。

## 家族
曾祖劉澄。祖父劉銓。父劉朗。